# 新井直之 (ジャーナリスト)
新井 直之（あらい なおゆき、1929年9月21日 - 1999年5月13日）は、日本のジャーナリスト、ジャーナリズム研究者。

## 経歴
岩手県盛岡市出身。東京大学文学部独文科卒業。在学中に同大学新聞研究所の第1期研究生となった。1951年共同通信入社。社会部、文化部を経て文化部次長、科学部長、編集委員、調査部長を歴任し、1978年退社して創価大学文学部教授、1993年東京女子大学現代文化学部教授。日本ジャーナリスト会議設立時には共同支部幹事を務め、1973年から1979年まで同会議副議長を務めた。
評論家の樋口恵子とは事実婚の関係にあった。

## 著書

### 単著
- 『新聞ジャーナリズム　戦後のあゆみ』（図書新聞社、1966年。1979年に双柿舎より増補版）
- 『デスクmemo. 1(1970)』（ペンネーム「新村正史」使用、現代ジャーナリズム出版会、1971年）
- 『デスクmemo. 2(1971)』（ペンネーム「新村正史」使用、現代ジャーナリズム出版会、1972年）
- 『デスクmemo. 3(1972)』（ペンネーム「新村正史」使用、現代ジャーナリズム出版会、1973年）
- 『デスクmemo. 4(1973)』（ペンネーム「新村正史」使用、現代ジャーナリズム出版会、1974年）
- 『デスクmemo. 5(1974)』（ペンネーム「新村正史」使用、現代ジャーナリズム出版会、1975年）
- 『新聞戦後史　ジャーナリズムのつくりかえ 』（栗田出版会、1972年）
- 『新井直之のマスコミ日誌』（日本ジャーナリスト専門学院出版部、1978年）
- 『ジャーナリズム　いま何が問われているか 』（東洋経済新報社、1979年）
- 『現代新聞・放送批判　報道の内実と問題点をつく、マスコミ日誌'78』（日本ジャーナリスト専門学院出版部、1979年）
- 『新聞・放送批判 「マスコミ日誌」'79年版』（日本ジャーナリスト専門学院出版部、1980年）
- 『新井直之のマスコミ日誌'80 新聞・放送批判』（日本ジャーナリスト専門学院、1981年）
- 『新井直之のマスコミ日誌'81 新聞・放送批判』（日本ジャーナリスト専門学校、1982年）
- 『新聞を読む眼、テレビを見る眼　マスコミ日誌'82』（潮出版社、1983年）
- 『新聞の読み方、考え方　マスコミ日誌'83』（潮出版社、1984年）
- 『戦後ジャーナリズムの断面』（双柿舎、1984年）
- 『メディアの昭和史』（岩波書店、1989年）
- 『敗戦体験と戦後思想　12人の軌跡』（論創社、1997年）

### 共著
- 『講座現代ジャーナリズム　1』（城戸又一編、時事通信社、1974年）
- 『講座現代ジャーナリズム　6』（城戸又一編、時事通信社、1974年）
- 『新聞学』（稲葉三千男と共編、日本評論社、1977年）
- 『日本のジャーナリズム　大衆の心をつかんだか』（内川芳美と共編、有斐閣、1983年）